# Amritsarmassakern
Amritsarmassakern var en massaker som ägde rum i den indiska staden Amritsar 13 april 1919. En stor grupp fredliga demonstranter hade samlats i Jallianwala Bagh garden i staden. Brittiske generalen Reginald Dyer gav order åt sina soldater att skjuta mot folkmassan. Eldgivningen pågick tills soldaterna fick slut på ammunition. Över 1000 personer kan ha dödats och skadats men siffrorna skiljer sig mellan olika källor. Officiella källor hos den brittiska militären uppger att det dog 379 och skadades 1100. Sjukhus och andra civila institutioner ifrågasätter det låga dödstalet och hävdar att 1526 dog.
Reginald Dyer fick öknamnet "Slaktaren i Amritsar" och stödet för Mahatma Gandhis frihetskamp ökade.